# UCI Oceania Tour 2025
Die UCI Oceania Tour 2024 ist die 21. Austragung einer Serie von Straßenradrennen auf dem australischen Kontinent, die am 30. Januar 2024 stattfindet. Die UCI Oceania Tour ist Teil der UCI Continental Circuits und liegt von ihrer Wertigkeit unterhalb der UCI ProSeries und der UCI WorldTour.
Die Rennserie umfasst ein Eintagesrennen, dias in die UCI-Kategorien eingeteilt wurde.

## Rennen
| Datum           | Land | Rennen             | Klasse | Sieger               | Team               |
| --------------- | ---- | ------------------ | ------ | -------------------- | ------------------ |
| 30. Januar 2025 | AUS  | Surf Coast Classic | 1.1    | Tobias Lund Andresen | Team Picnic PostNL |